# Brailledrucker

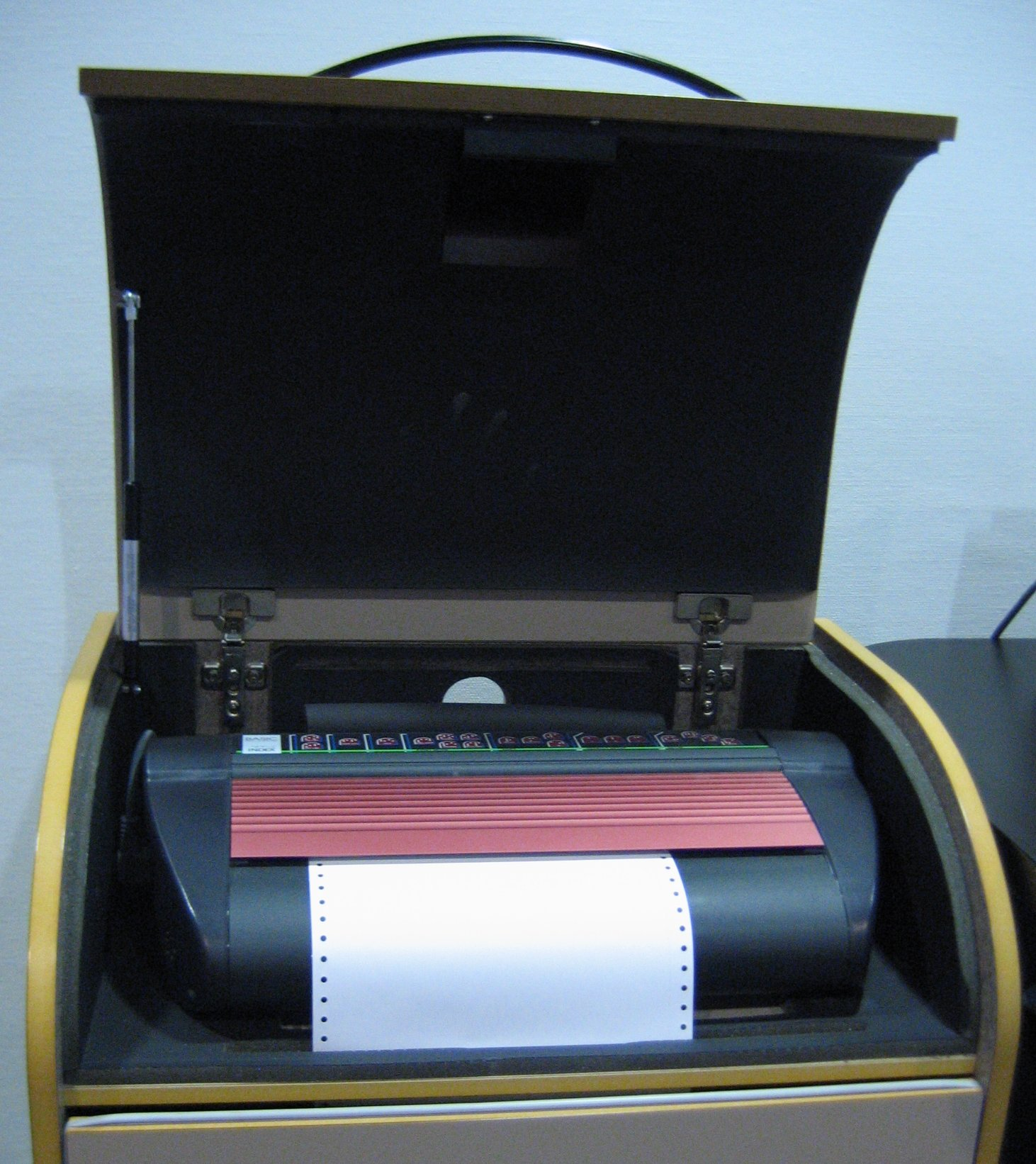
Brailledrucker mit Schallschutzhaube

Brailledrucker drucken bzw. stanzen erhabene Braille-Zeichen auf spezielles Papier, dem Braillepapier. Auf diese Weise werden Informationen für sehbehinderte Menschen, die die Blindenpunktschrift beherrschen, lesbar bzw. konkret fühlbar gemacht. Vorlagen, die in Schwarzschrift mit dem PC erstellt wurden, können mithilfe eines speziellen Programms in Brailleschrift umgewandelt werden. Wie herkömmliche Drucker auch wird der Brailledrucker über den PC gesteuert und druckt dann das Schriftstück in Blindenpunktschrift aus.
Durch die Verfügbarkeit anderer Medien ist die Nachfrage nach Brailledruckern und Brailleschriften in den letzten Jahren gesunken. Alternativen zum PC-gesteuerten Drucker sind mechanische oder elektronische Punktschriftmaschinen.

## Gerätetypen für unterschiedliche Nutzungssituationen
Brailledrucker gibt es in verschiedenen Preis- und Qualitätsklassen. Für den privaten Einsatz bzw. wenn nur selten kürzere Schriftstücke gedruckt werden sollen, eignen sich kleine handliche Brailledrucker mit Einzelblattzufuhr.
Für den häufigeren Gebrauch, z. B. am Arbeitsplatz, gibt es Brailledrucker für Endlospapier und doppelseitigen Druck. Dies spart nicht nur Zeit, sondern auch teures Papier. Beim Einsatz solcher Drucker empfiehlt sich der Kauf einer Lärmschutzdämmung in Form einer Schallschutzhaube bzw. eines Schallschutzschrankes.
Schließlich gibt es für die professionelle Erstellung von Braillebüchern, Faltblättern usw. sehr schnelle und präzise Drucker, die z. B. auch doppelseitig Einzelblätter so bedrucken, dass sie abschließend nur noch gebunden werden müssen. Auch der Druck von Grafiken ist möglich.
Falls häufig längere Texte gedruckt werden müssen, sollte der Anbieter eine Software zum Erstellen von Kurzschriftdrucken mitliefern. In der Blindenkurzschrift werden ganze Wörter oder Teile von Wörtern (z. B. Vorsilben, Nachsilben, Wortstämme usw.) durch ein oder zwei Blindenschriftzeichen dargestellt. Verglichen mit dem gleichen Text in Blindenvollschrift reduziert sich die Anzahl der Zeichen im Blindenkurzschrifttext – je nach Kürzungsmöglichkeit – um bis zu 40 %. Die Erstellung von Dokumenten in Blindenkurzschrift spart mithin Zeit und Papier.